# Mylène Lazare
Mylène Claude Marie Lazare (* 20. November 1987 in Lagny-sur-Marne) ist eine ehemalige französische Schwimmerin. Sie erhielt bei Olympischen Spielen sowie bei Weltmeisterschaften auf der 50-Meter-Bahn und auf der 25-Meter-Bahn jeweils eine Bronzemedaille. Bei Europameisterschaften erschwamm sie einmal Gold auf der 50-Meter-Bahn.

## Karriere
Die 1,83 Meter große Mylène Lazare gewann bei der Universiade 2005 mit beiden Freistilstaffeln die Bronzemedaille. Bei den Kurzbahneuropameisterschaften 2007 schied sie über 200 Meter Freistil als Zwölfte vorzeitig aus. 2008 bei den Europameisterschaften in Eindhoven gewann die französische 4-mal-200-Meter-Freistilstaffel mit Laure Manaudou, Coralie Balmy, Mylène Lazare und Alena Popchanka den Titel mit 0,27 Sekunden Vorsprung vor den Britinnen.
2009 wurde Lazare bei den Mittelmeerspielen in Pescara im Vorlauf der 4-mal-100-Meter-Freistilstaffel eingesetzt. Malia Metella, Aurore Mongel, Hanna Shcherba-Lorgeril und Ophélie-Cyrielle Étienne wurden im Finale Zweite hinter den Italienerinnen. Elodie Schmitt, Angela Tavernier und Lazare erhielten eine Silbermedaille für ihren Vorlaufeinsatz.
2010 bei den Europameisterschaften in Budapest wurde Lazare zweimal im Vorlauf eingesetzt. Im Finale wurde die 4-mal-100-Meter-Freistilstaffel Siebte, die 4-mal-100-Meter-Lagenstaffel erreichte den sechsten Rang. Vier Monate später bei den Kurzbahnweltmeisterschaften in Dubai siegte die chinesische 4-mal-200-Meter-Freistilstaffel vor den Australierinnen. Camille Muffat, Coralie Balmy, Mylène Lazare und Ophélie-Cyrielle Étienne wurden Dritte mit neun Hundertstelsekunden Vorsprung vor dem Quartett aus den Vereinigten Staaten. 2011 wurde Lazare französische Meisterin auf der Kurzbahn über 100 Meter Freistil.
Im Mai 2012 fanden die Europameisterschaften in Debrecen statt. Über 200 Meter Freistil schwamm Lazare im Halbfinale die neuntbeste Zeit und verpasste den Finaleinzug um 0,07 Sekunden. Bei den Olympischen Spielen 2012 in London erreichte die französische 4-mal-200-Meter-Freistilstaffel mit Ophélie-Cyrielle Étienne, Margaux Farrell, Mylène Lazare und Camille Muffat die fünftschnellste Vorlaufzeit. Im Finale waren Muffat, Charlotte Bonnet, Étienne und Coralie Balmy über fünf Sekunden schneller als die Vorlaufstaffel und wurden Dritte hinter dem US-Team und den Australierinnen. Alle sechs beteiligten Französinnen erhielten eine Bronzemedaille
Bei den Weltmeisterschaften 2013 in Barcelona schwamm die 4-mal-200-Meter-Freistilstaffel mit Charlotte Bonnet, Mylène Lazare, Isabelle Mabboux und Coralie Balmy die fünftschnellste Vorlaufzeit. Im Finale wurden Camille Muffat, Bonnet, Lazare und Balmy Dritte hinter den Staffeln aus den Vereinigten Staaten und aus Australien.